# Чухлома
Чухлома — місто (з 1381) в Росії, адміністративний центр Чухломського району Костромської області.
Місто розташоване на березі Чухломського озера, за 50 км від залізничного вузла Галич.

## Історія

### Етимологія
Вперше назва Чухлома згадується в літописі 1381 року. Місто знаходиться на Чухломському озері, яке в Солігалицькій літописі XIV ст. називається «Чудське», цей варіант назви дозволяє бачити в основі ойконіма Чухлома етнонім з ряду чудь, чухна, чухар, що використовувався для назви фіномовних народів. На думку російського лінгвіста А. К. Матвєєва, ця етимологія (підтримана, зокрема, М. Фасмером), є народною, а топооснову «чухл(о)-» можна зіставити з прауральським коренем *õukkз ('пагорб, вершина'), що підтверджується рельєфом міста і його околиць.

### Заснування
Точний час і місце заснування невідомі, є свідчення того, що місто існувало в X столітті, але не на південному, а на північному березі Чухломського озера. Роком заснування Чухломи на південному березі вважається 1381 (рік першої згадки Чухломи в літературних джерелах).
Віддалена від основних транзитних трактів, Чухлома не належала до торговельних міст. Її населення існувало ремеслом та дрібною торгівлею. Значна частина жителів займалася риболовлею та городництвом.

### Хронологія
- X ст. — поселення на північному березі Чухломського озера.
- 1381 — згадується в літописах як місто в складі Галицького князівства[3]
- XVI ст. — Чухломські землі склали власну адміністративно-територіальну одиницю — Чухломську облогу, в центрі якої було місто Чухлома
- 1719 — за територіальним поділом Петра I, Чухлома стала адміністративним центром Чухломського дистрикту та увійшла до складу Галицької провінції Архангелогородської губернії
- 1778 — за указом Катерини II Чухлома стала повітовим містом Чухломського повіту Костромського намісництва. З 1796 року — у складі Подільської губернії[3]
- 1928 рік — у Костромській губернії проводиться районування. Чухлома стає адміністративним центром Чухломського району
- 1929 — Костромська губернія була перетворена на Костромський округ Іваново-Вознесенської (Івановської) Промислової області
- 1936 — Івановська промислова область поділена на Івановську та Ярославську області. Чухлому віднесено до Ярославської
- 1944 — була утворена Костромська область, до складу якої увійшов Чухломський район
- 2004 — відповідно до адміністративної реформи утворені Чухломське міське поселення та Чухломський муніципальний район

## Економіка
Деревообробка, виготовлення зрубів будинків.

## Пам'ятки
Збереглися Успенська церква (1730, діюча) з шатровою дзвіницею; Преображенський собор (1746, перероблений в пожежне депо). Також в центрі Чухломи — залишки земляних валів древньої фортеці XV століття. Ряд кварталів в центрі міста забудований кам'яними будинками XIX століття; більшість споруд в місті дерев'яні, багато прикрашені різьбленням.
Працює краєзнавчий музей (з 1919).
За 11 км на північ від Чухломи — Авраамієво-Городецький монастир (XVII–XIX ст.). Також в околицях міста — фамільна садиба Лермонтових.

### Вулиці
Вулиця Калініна — колишня Обвальна вулиця. Найважливіший елемент міського планування — дугова вулиця, що з'єднувала вулиці та служила кордоном регулярного міста. При побудові міста за новим планом 1780 місто окопалося невеликим ровом, земля якого утворила вал. Внаслідок цього вулиця отримала назву Обвальна, а в 1843 — Овальна. При в'їзді в місто з боку Галича та Кологрива стояли застави, за якими розташовувалися кузні. Сучасну назву вулиця отримала після 1917 року.

### Площі
Колишня Торгова площа 1917 року перейменована в площу Революції. Свою назву площа отримала від того, що тут побудували до п'яти корпусів з магазинами. Тут же на площі в базарні дні відбувався продаж селянами своїх продуктів. З 24 листопада по 1 грудня на площі проходив Катерининський ярмарок. Тут було зосереджено суспільне життя міста. У 1932 році базар був перенесений з цієї площі на Цвинтарну вулицю, і був названий Колгоспним ринком.

### Ярмарки
Однією з яскравих сторінок історії провінційної Чухломи XIX — початку XX століття віддаленій від жвавих шляхів сполучення, від великих торгових центрів, стали ярмарки. У 1839 приписом Костромського губернаторського правління дозволено щорічний ярмарок з 7 по 14 грудня, якому присвоєно звання «Катерининський». 7 грудня — день Святої Великомучениці Катерини. Вона була найзначнішою з усіх ярмарків повіту, настання якої чекали за місяць та більше. За тиждень до відкриття ярмарку на площі будувалися торгові балагани для приїжджих купців.

### Чухломська фортеця
Час зведення Чухломської фортеці невідомо. Приблизно — це кінець XV початок XVI століть. Фортеця знаходилася на високому пагорбі біля впадіння в озеро річки Сандеби. З південного боку фортецю захищав обрив річкового берега, із заходу — круті схили пагорба до озера, а з півночі та сходу — насипні вали та рови, в лінію яких входили два ставки. Висота валів з підлогових сторін досягала 4 метрів, а з решти не більше 1,5 м. Фортеця мала форму неправильного чотирикутника. На валах були поставлені дерев'яні стіни з чотирикутними баштами. Систему оборони доповнювали ще три вежі, що перебували всередині стін: висока пірамідальна дозорна з кількома ярусами обхідних галерей-балконів і дві більш низьких, з одним ярусом обходів. Потужні укріплення фортеці дозволили утримати її під час облоги поляками 1609 року.
На території фортеці знаходився соборний комплекс.
Чухломська фортеця проіснувала до 1727 року, коли «велика пожежа» у своєму шаленому буйстві знищила усі будівлі. На території стародавньої фортеці зараз розташований міський парк.

### Преображенський собор
Преображенський собор побудований в 1747 році. Пізніше, вже в другій половині XVII століття в декількох метрах західніше було зведено дзвіницю. Слідом за цим між храмом та дзвіницею збудували трапезну. Попри погану збереженість Преображенський собор є одним з найяскравіших в Костромській області пам'ятників свого часу. Собор розташований в центральній частині міста на північний захід від древніх валів.

### Олександровська богадільня
Олександровська богадільня відкрита 30 серпня 1889. Повітове земство, бажаючи увічнити пам'ять Олександра II, вирішило віддати місту двоповерховий будинок, побудований в останній чверті XIX в. Будівлю, що стала головним корпусом богадільні, переобладнали. У 1892 р. на другому поверсі богадільні влаштували домову церкву. Двоярусну дерев'яну дзвіницю поставили ліворуч від будинку по червоній лінії вулиці. У роки Першої світової війни в богадільні влаштували лазарет, а після жовтневої революції її передали під школу.

### Дитячий притулок
Дитячий притулок — приклад характерного для свого часу великого благодійного комплексу, що грає значну роль у формуванні історичного містобудівного середовища Чухломи. Спочатку, в 1903–1905 роках, був споруджений головний корпус, а слідом за ним південний корпус і дві споруди, призначені для розміщення персоналу. Територія комплексу на початку XX століття була упорядкована регулярними липовими посадками. У перші роки становлення радянської влади в будівлях притулку розмістилася міська лікарня.

## Відомі уродженці
- Фігуровський Микола Миколайович (1923-2003) — радянський кінорежисер та сценарист ігрових фільмів, актор, письменник, перекладач.

## Галерея

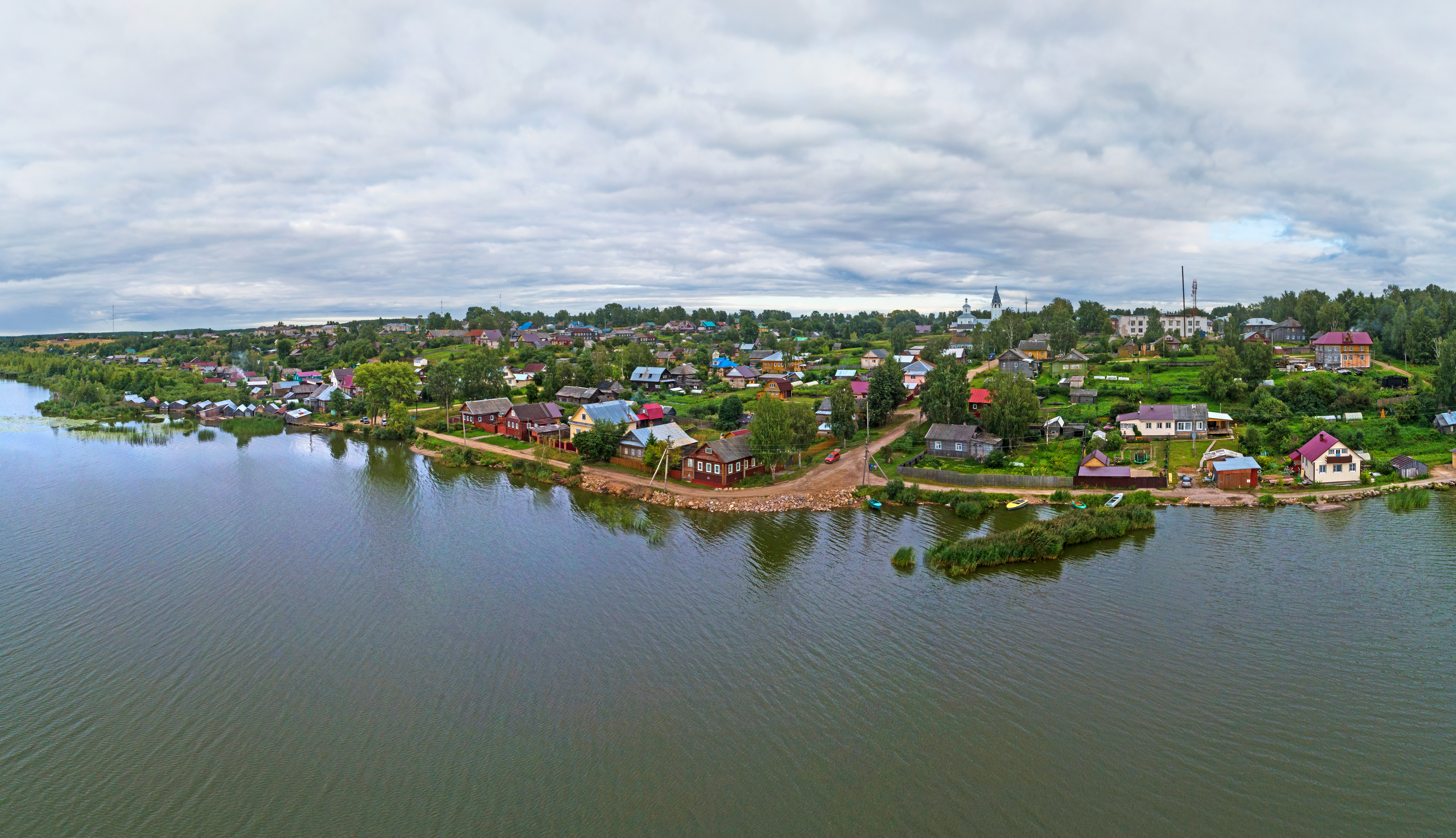
Загальний вигляд міста
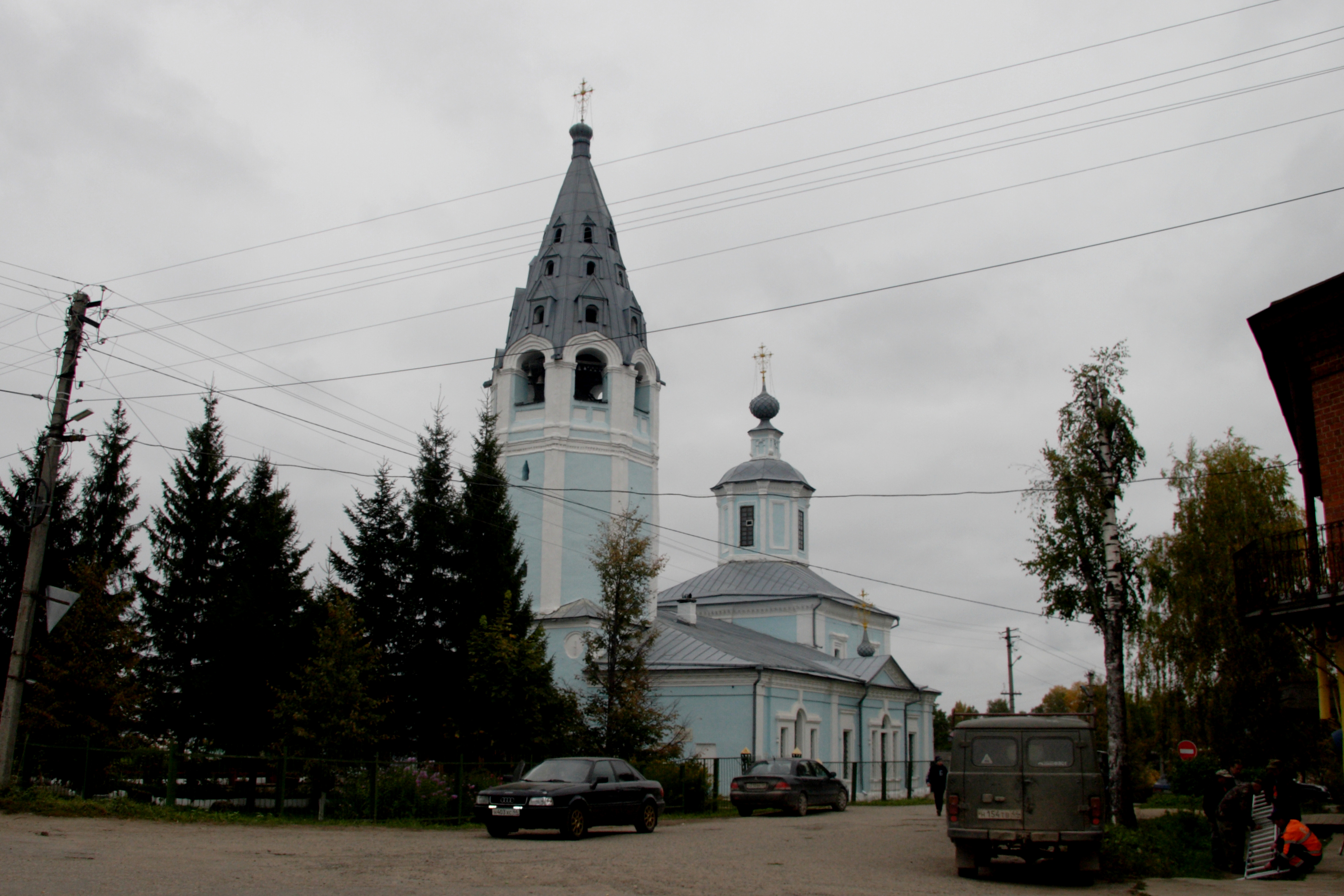
Успенська церква
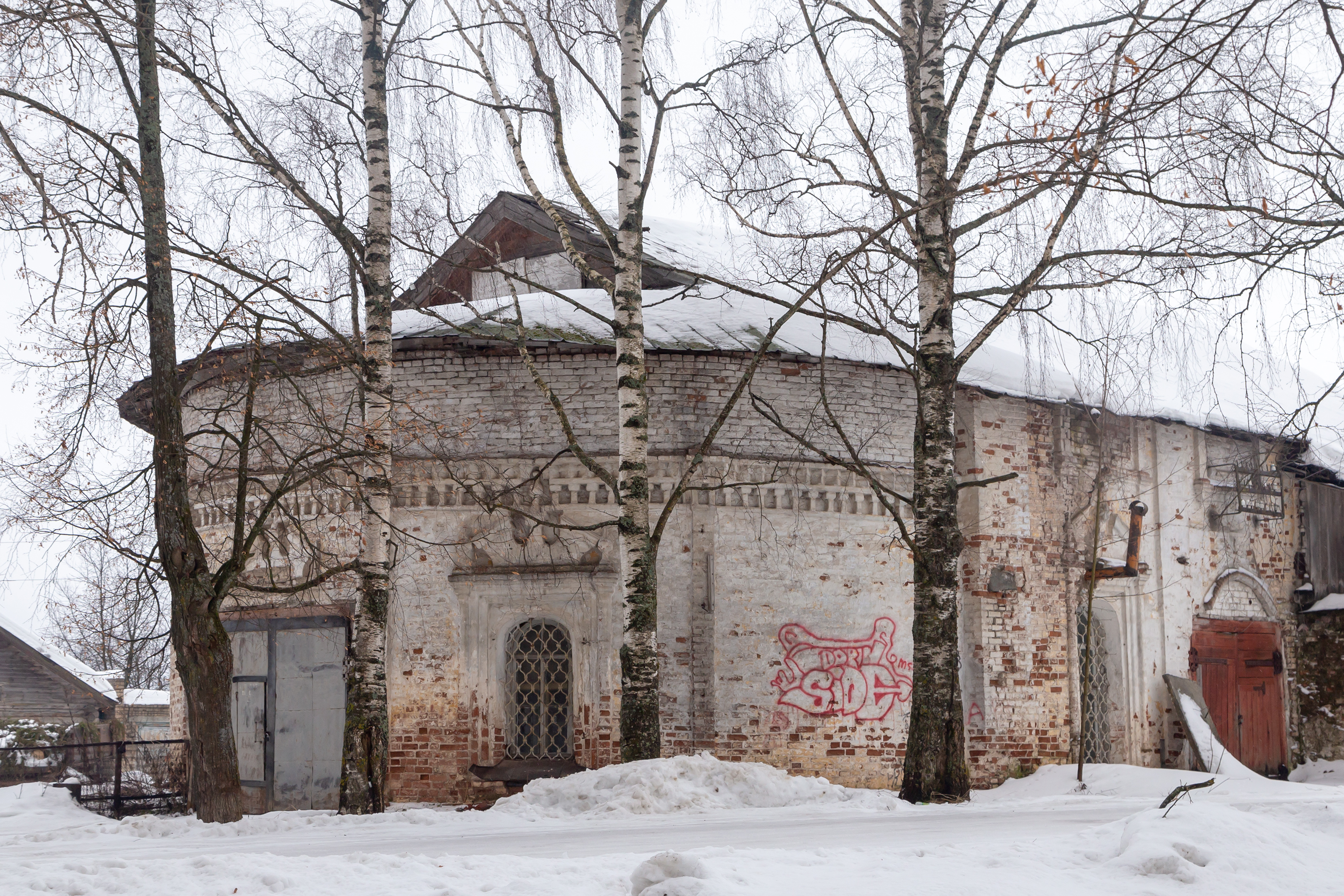
Колишній Преображенський собор
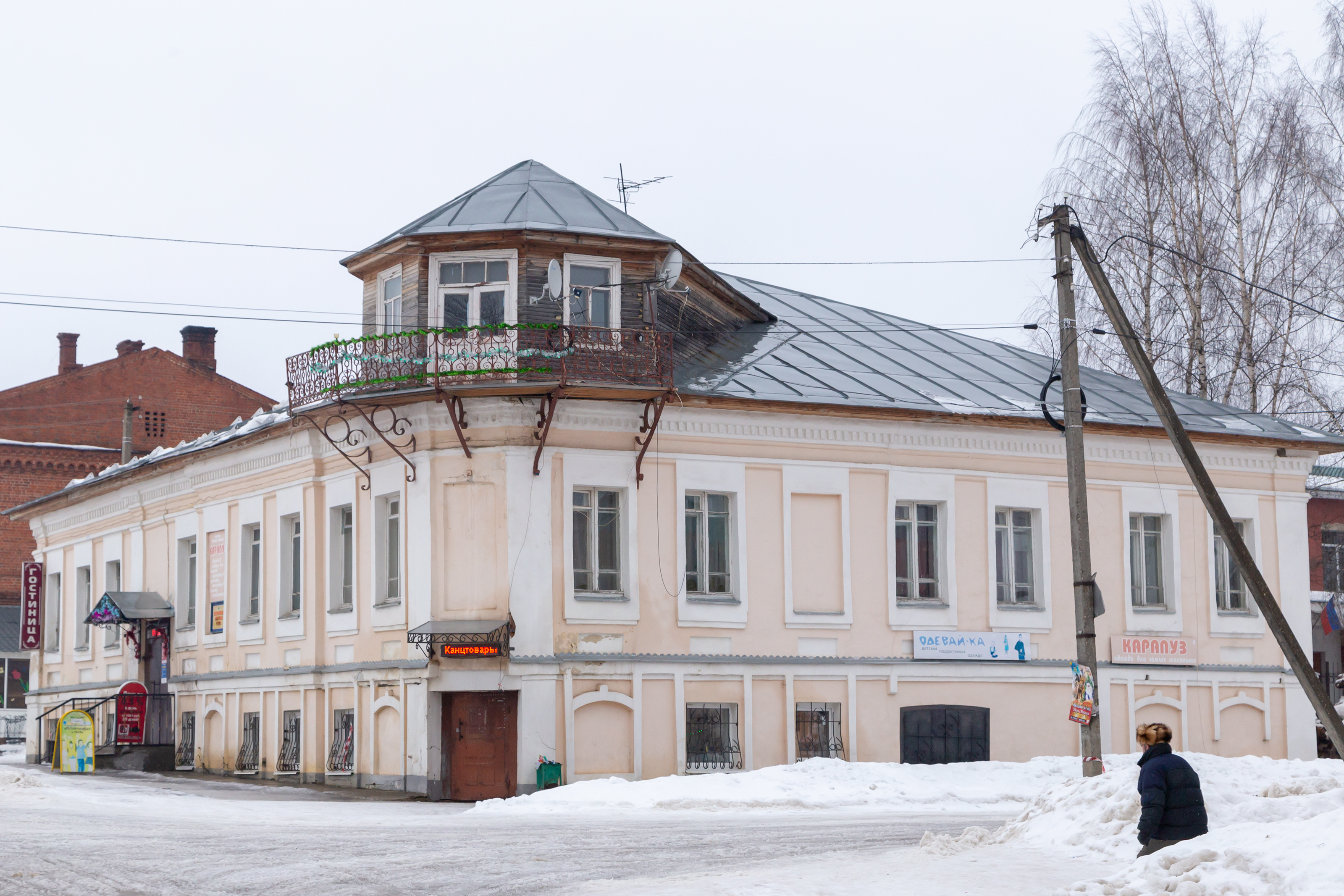
Колишня чайна купців Большакових
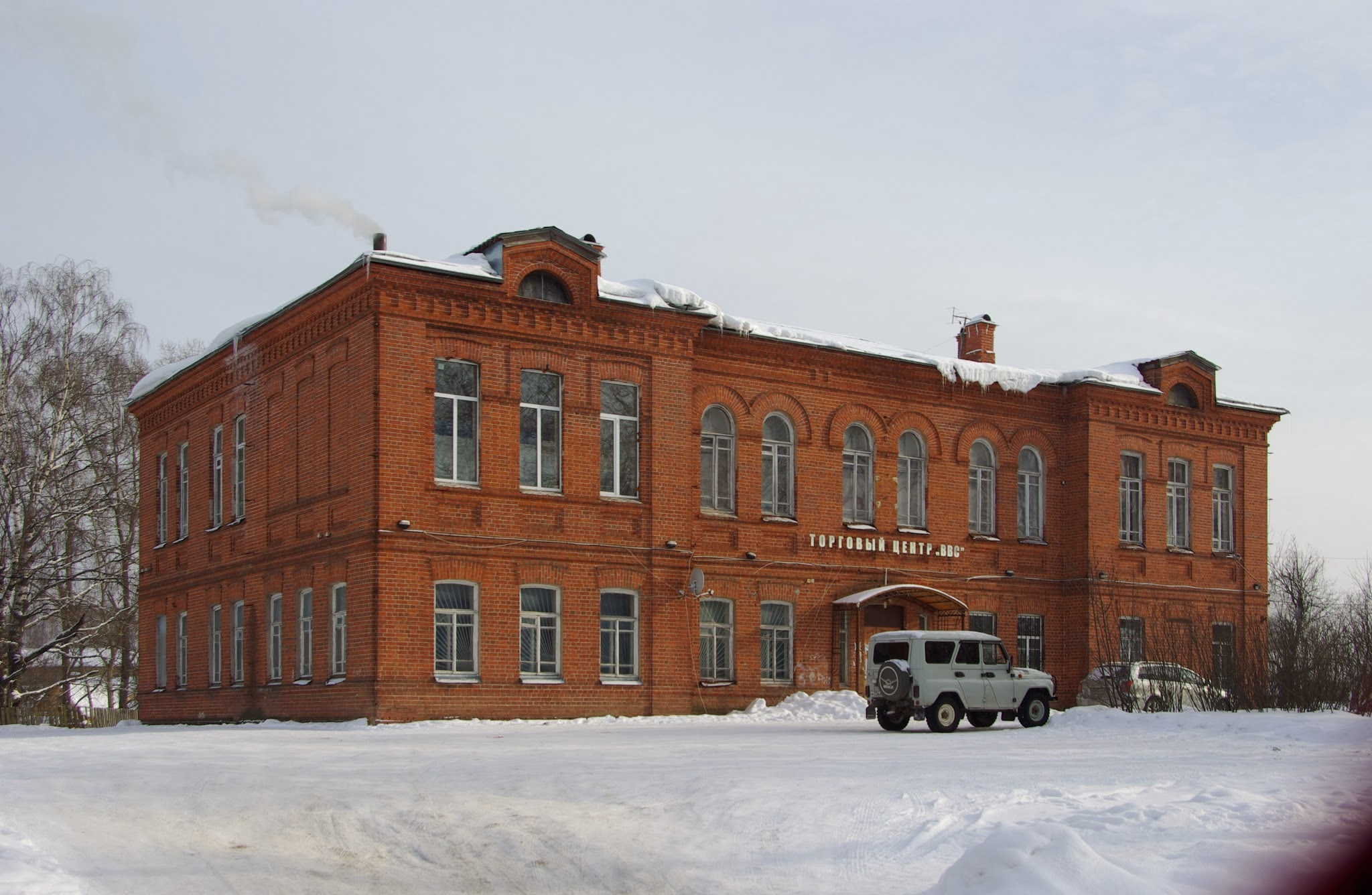
Торговий центр «ВВС»
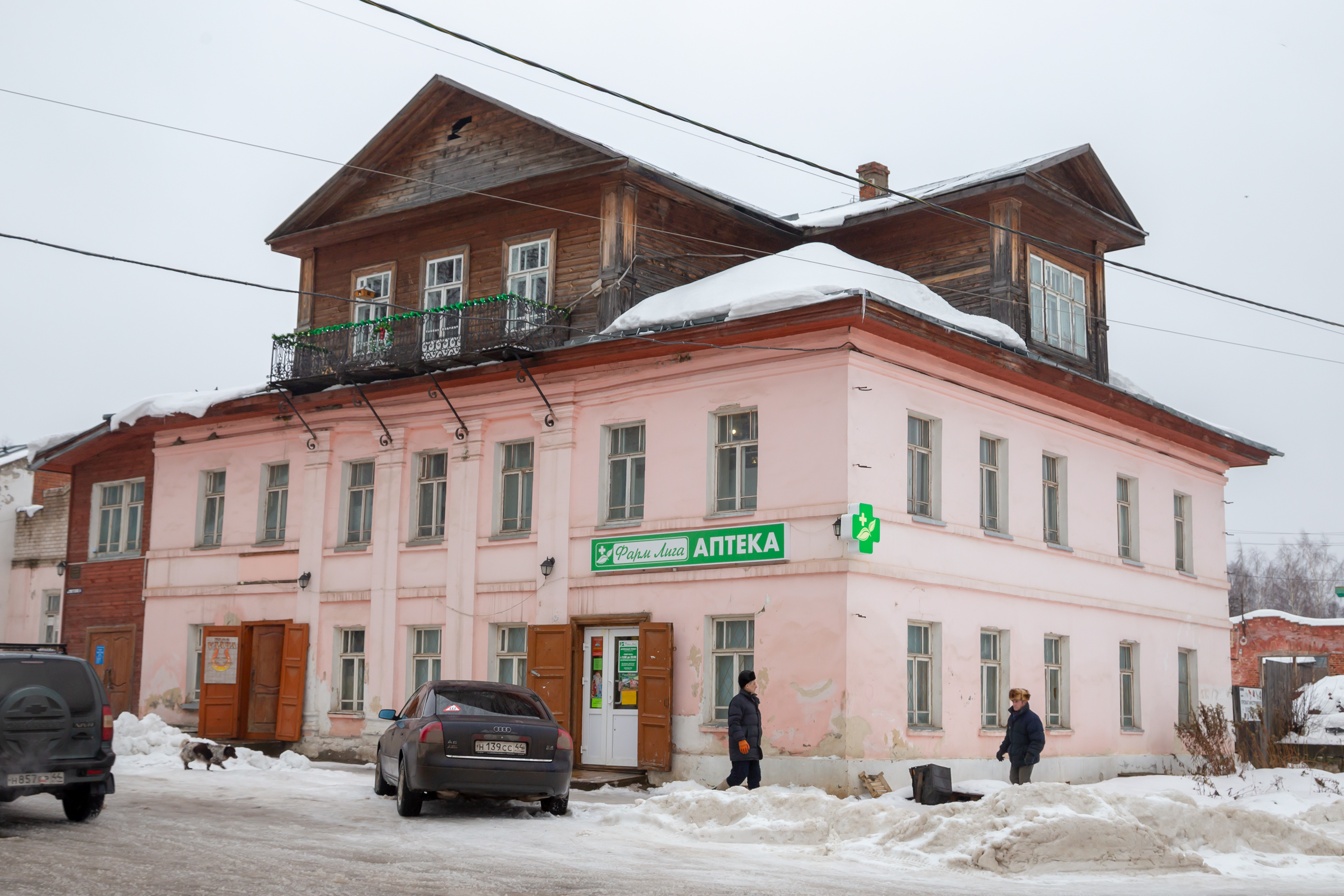
Колишній будинок Іллічових
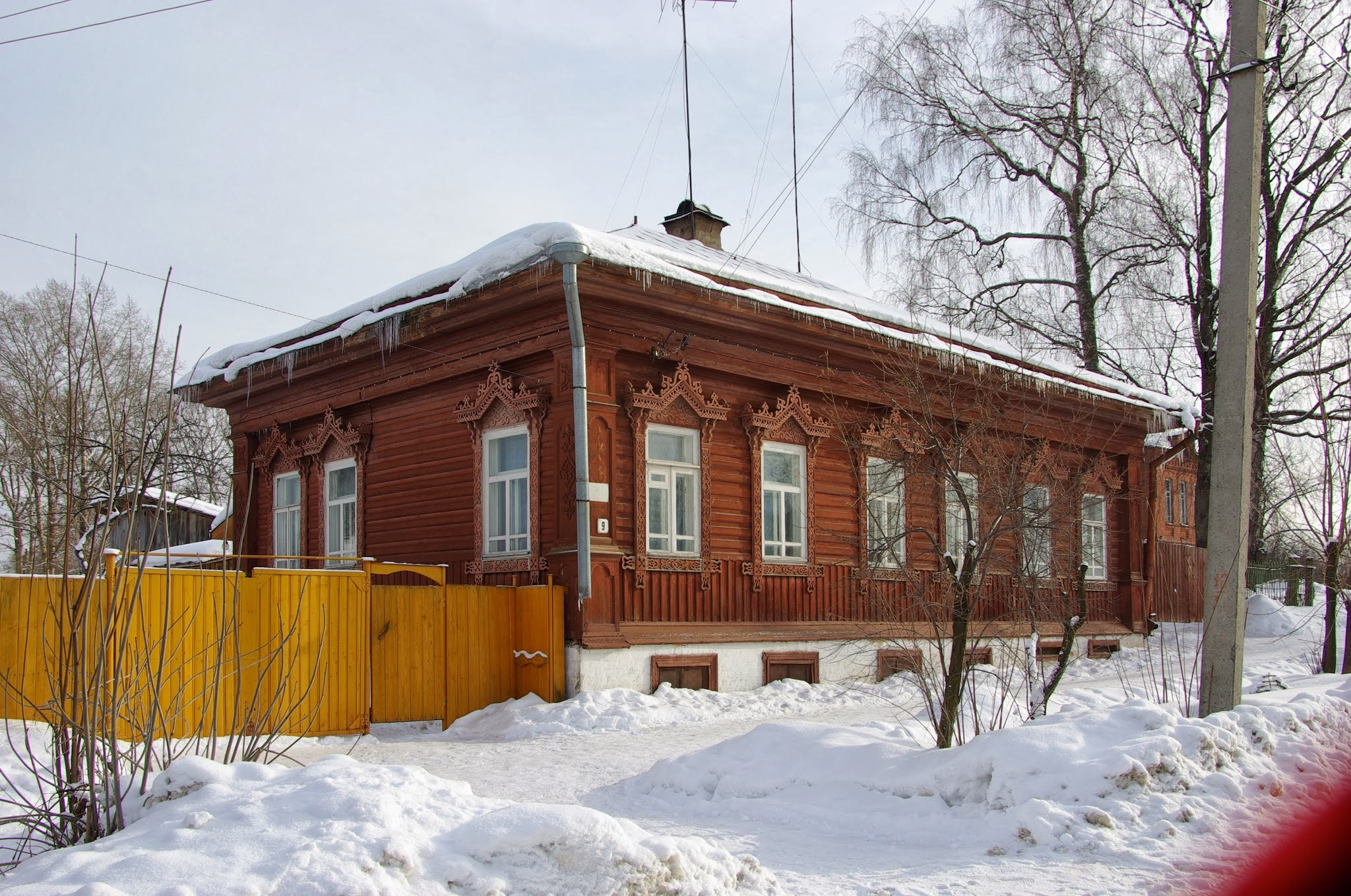
Дерев'яний будинок з різьбленими лиштвами
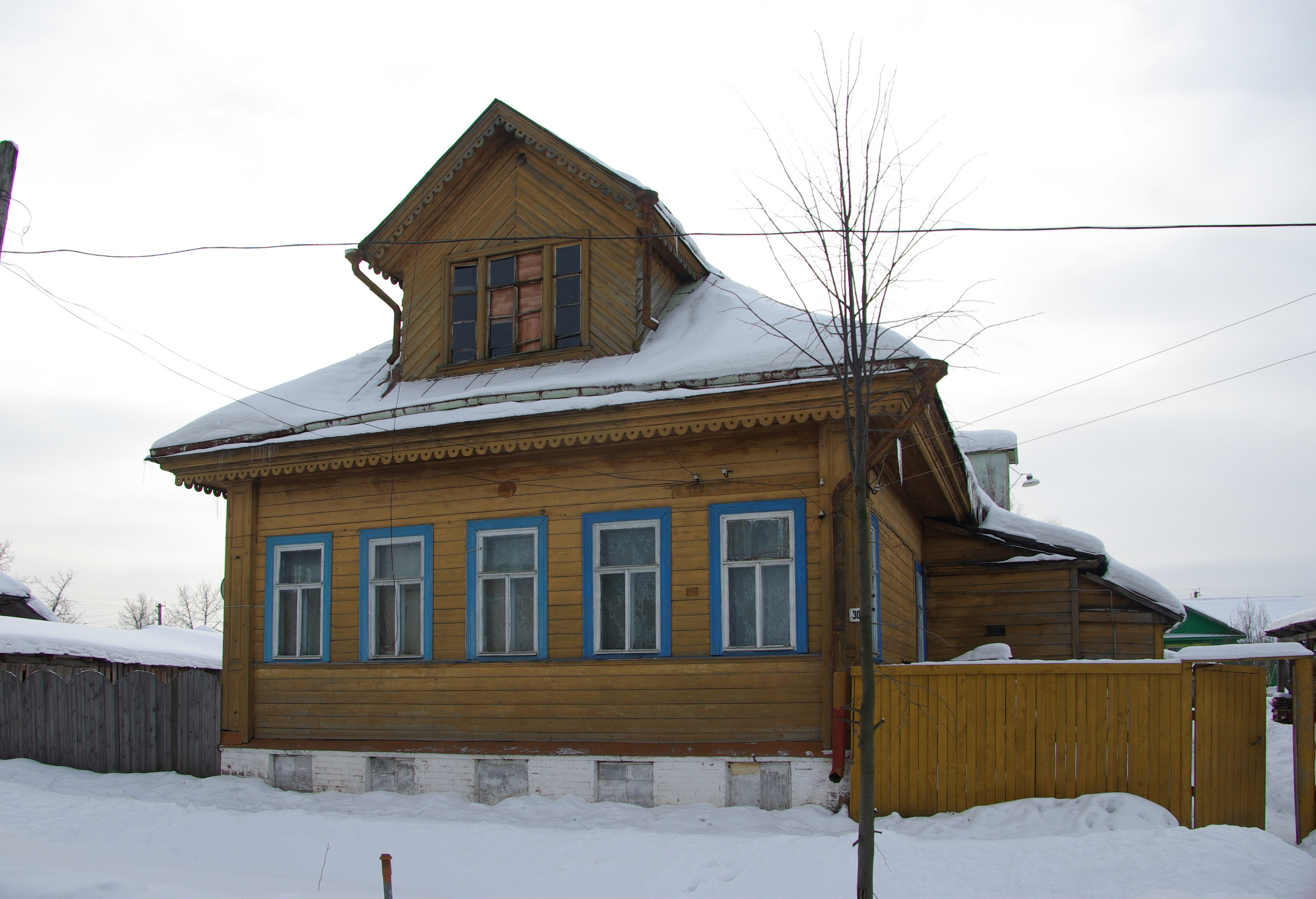
Житловий будинок (вул. Леніна, 30)